# بيت الكديد (مذيخرة)

تعديل مصدري - تعديل

بيت الكديد محلة تابعة لقرية دهران، التابعة لعزلة المغاربة بمديرية مذيخرة إحدى مديريات محافظة إب في الجمهورية اليمنية، بلغ تعداد سكانها 51 حسب تعداد اليمن لعام 2004.